# Korzym
Korzym (později německý hrad Körse) bylo původně slovanské hradiště v Horní Lužici, opevněné sídlo, založené na přelomu 10. a 11. století lužickosrbským obyvatelstvem na návrší, obtékaném ze tří stran řekou Sprévou. Pozůstatky hradu, zaniklého ve 14. století, se nacházejí na Hradním vrchu (Schlossberg, 275 metrů) uprostřed obce Kirschau, která je od roku 2011 administrativně částí města Schirgiswalde-Kirschau v zemském okrese Budyšín v Sasku.

## Historie
V průběhu 10. století se slovanské osídlení rozšířilo až na území pozdější obce Kirschau. Tito noví osadníci vybudovali kolem roku 1000 své opevněné sídlo na příhodném návrší, obtékaném řekou. Jméno hradiště (v němčině je tento typ sídla označován jako Slawischer Burgwall, v místních slovanských jazycích jako "gard" nebo "grod") je odvozeno od osobního jména Korz.
Kolem roku 1100 na slovanské území začalo pronikat německé obyvatelstvo. Tyto noví obyvatelé obsadili a zničili původní hradiště a na jeho místě v období mezi léty 1200 až 1250 vybudovali hrad Körse, jehož název má kořeny v původním lužickosrbském jménu hradiště. Hlavním posláním hradu, který byl ve své době nejrozsáhlejším a nejmohutnějším opevněním na území Horní Lužice, bylo zajištění bezpečnosti na tzv. České stezce (Böhmischer Steig nebo Böhmweg), na území Čech známé pod názvem Stará pražská cesta.
U hradu Körse křižovala Stará pražská cesta další významnou komunikaci – jižní větev Via Regia, vedoucí z Halle do Žitavy. Pozůstatky této obchodní stezky jsou patrné poblíž místního hřbitova v Kirschau. Pražská cesta posléze opět překračovala Sprévu v místech dnešního Schirgiswalde, kde býval brod.
V první polovině 14. století tehdejší páni hradu Körse, místo aby dbali o bezpečí na obchodní cestě, začali sami projíždějící obchodníky přepadat a olupovat. Hrad byl proto v roce 1352 obležen a dobyt vojsky Lužického Šestiměstí a definitivně pak zanikl v roce 1359. Od té doby hrad nebyl obnoven ani na jeho místě nevzniklo žádné nové osídlení. Vykopávky spolu s archeologickým průzkumem lokality byly zahájeny v roce 1922. Jejich výsledky jsou prezentovány v Hradním muzeu (Burgmuseum Kirschau), které bylo vybudováno na severním úpatí Hradního vrchu v roce 1995.

## Popis
Areál sestával z hlavního hradu s bergfritem (hlavní věží) a z předhradí. Do hradu vedla cesta přes čtyři brány a padací most. Kolem údajně až sedm metrů vysokých zdí byly obranné bašty. Kamenné části hradu byly vybudovány ze žuly a také z čediče, který byl těžen u nedaleké vsi Halbendorf im Gebirge (lužickosrbsky Wbohow nebo Bochow). Do spojovací malty byl používán dobře promytý říční písek. Pozůstatky kruhové zdi, která obklopovala hradní nádvoří, jsou stále zhruba tři metry vysoké. Z předhradí se rovněž dochovala část zdí a vstupní brána.

## Dostupnost
Zalesněný Hradní vrch s pozůstatky hradu a hradiště, který se zvedá v jihovýchodní části Kirschau, je volně přístupný. Přístup je od odbočky z Callenberger Straße k Hradnímu muzeu, kde se nachází menší parkoviště a informační tabule, věnované starým obchodním stezkám, přírodě Šluknovské pahorkatiny a historii hradu. Hradní muzeum je přístupné pro veřejnost každý měsíc pouze na dvě hodiny, konkrétně vždy první neděli v měsíci v době od 14 do 16 hodin. Na městském úřadě Schirgiswalde-Kirschau je však možné domluvit individuální termín návštěvy.

## Galerie

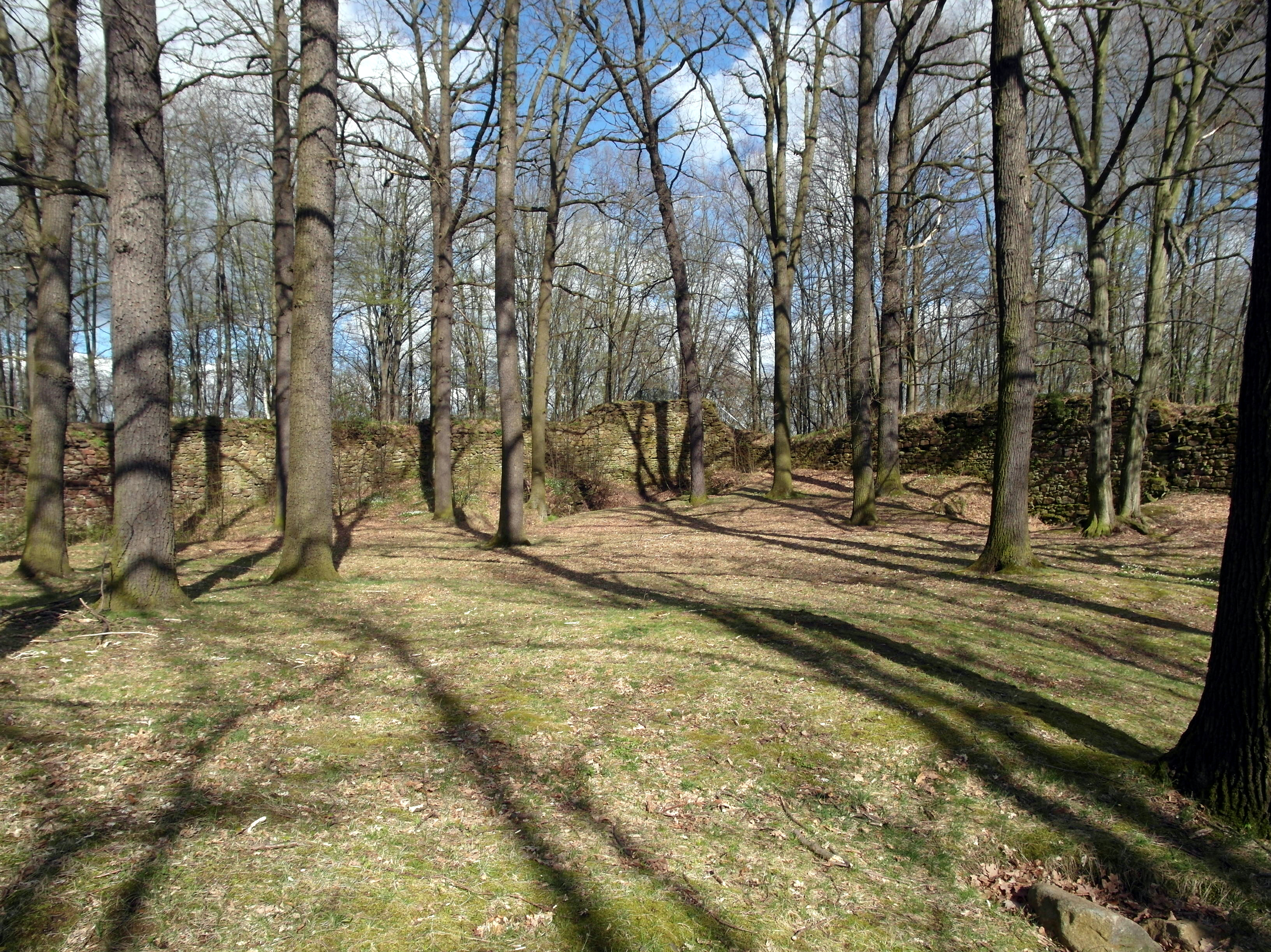
Zbytky zdí kolem hradního nádvoří
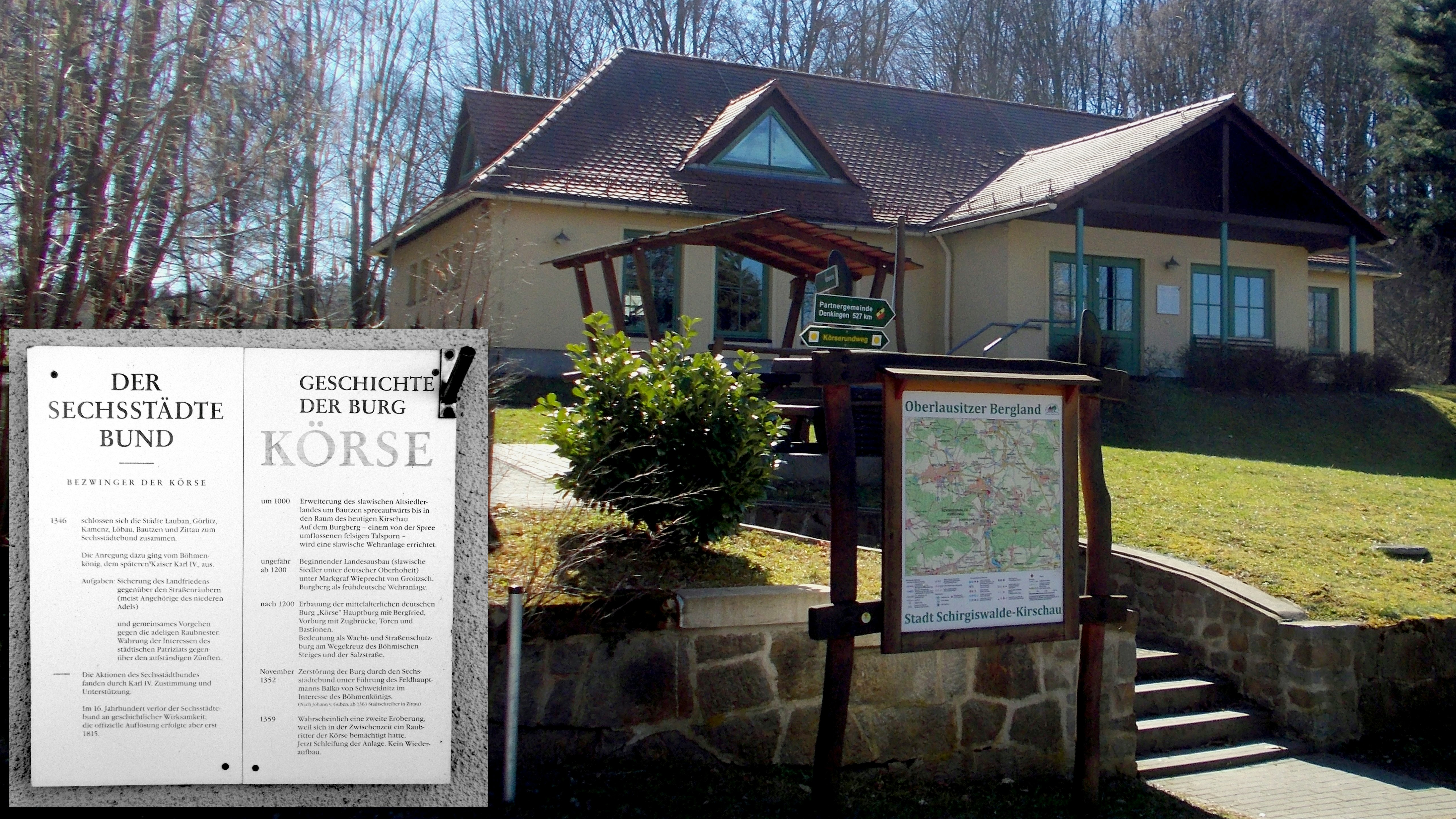
Informační tabule u Hradního muzea
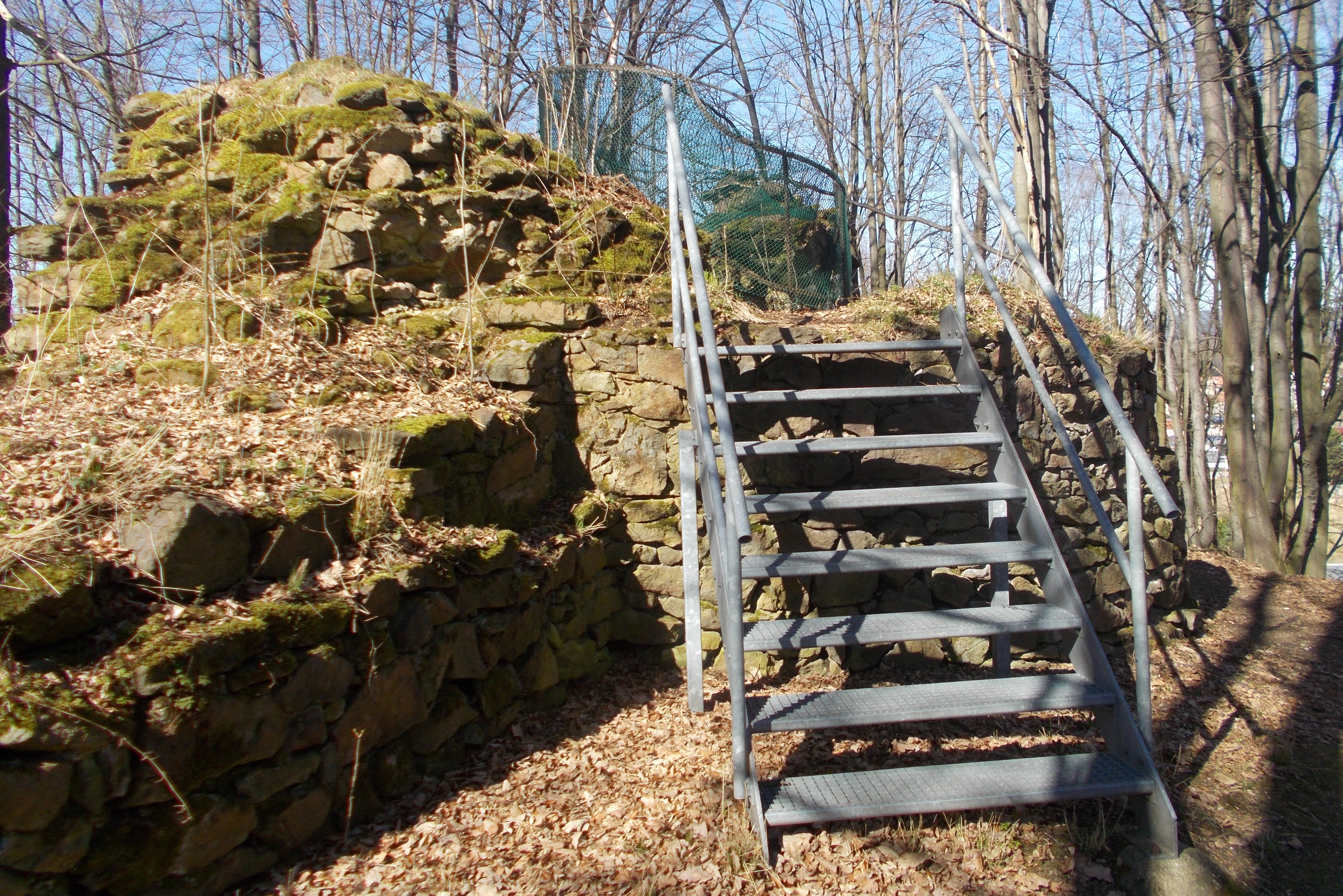
Někdejší hradní studna
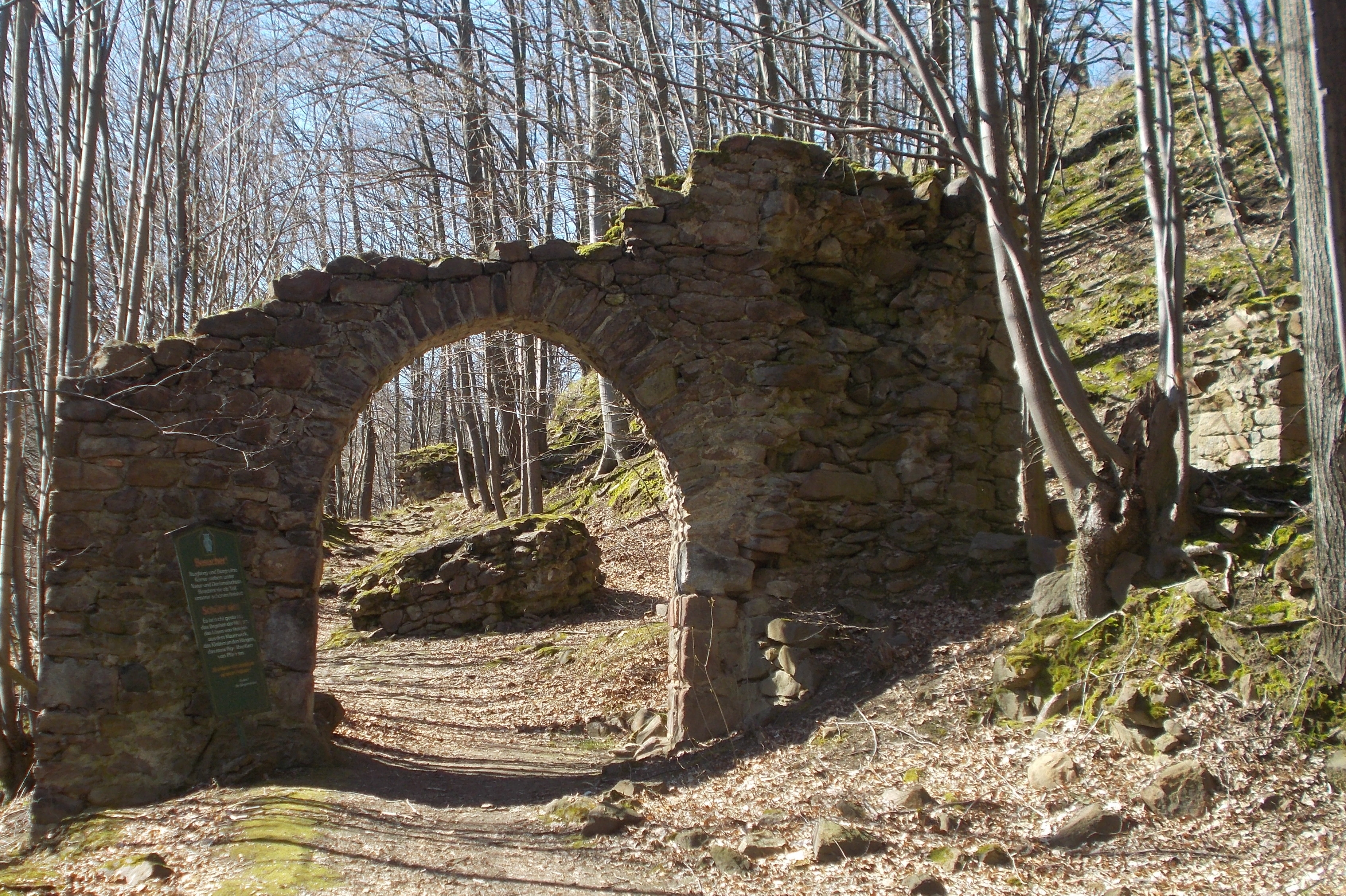
Vstupní brána v předhradí
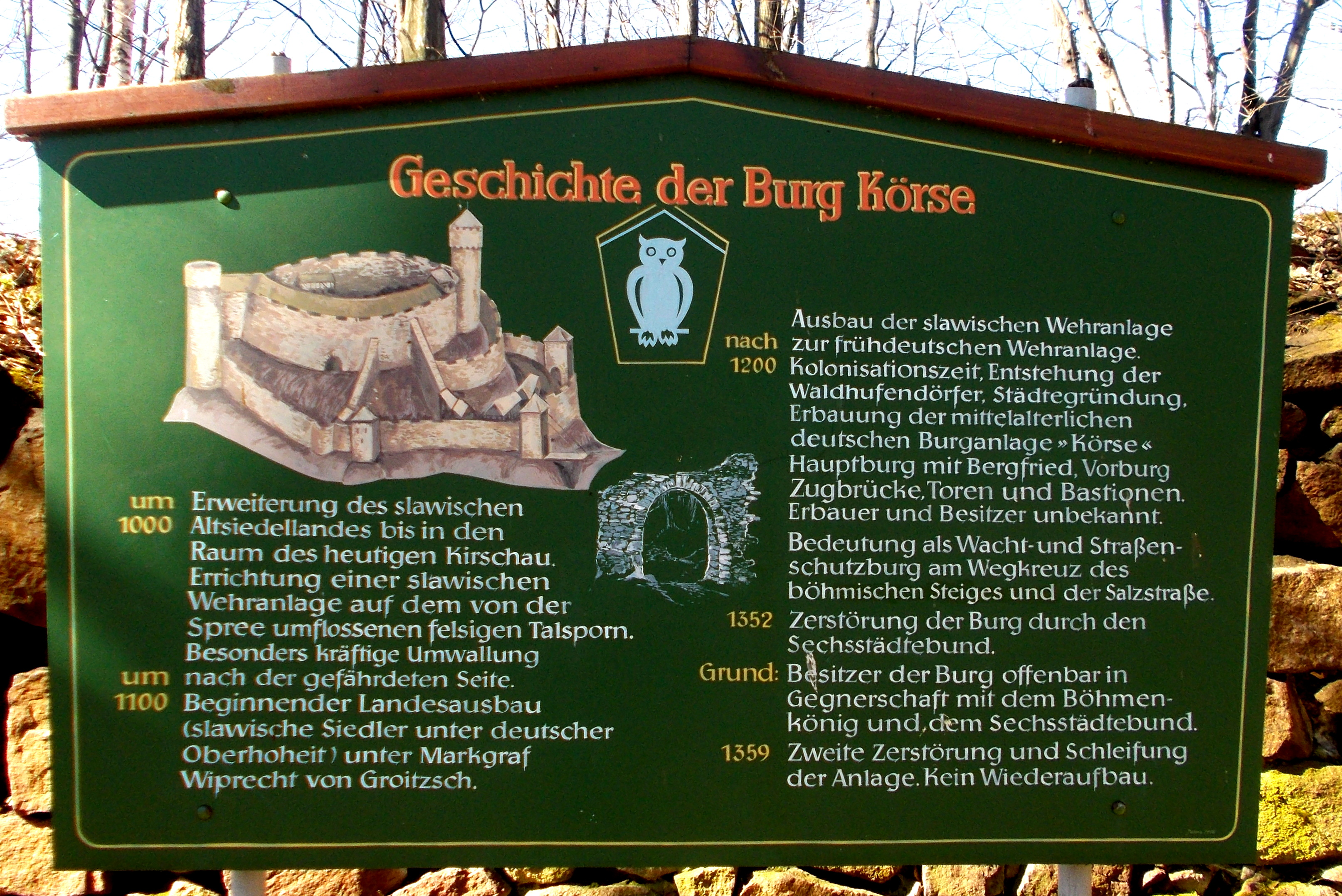
Stručná historie hradu